# 46ª Campanha de Almançor
A 46ª Campanha de Almançor, também conhecida como a Campanha de Aguiar de Sousa, foi uma operação militar dirigida por Almançor, primeiro-ministro do califa Hixame II de Córdova, contra o Condado Portucalense. No decorrer da campanha foi conquistado o poderoso castelo de Aguiar de Sousa, à data um dos mais importantes do condado.
Segundo as estimativas muçulmanas, foram mortos 20,000 cristãos e cativados 50,000 no decorrer da campanha. A Chronica Gothorum refere a tomada do castelo por Almançor, em 995: "Era MXXXIII Almanzor cepit Castellum de Aguilar quod est in ripa Sause in Portugalensi provincia".